# Distrito de Herford
El Distrito de Herford (en alemán: Kreis Herford) es un distrito en el norte de Alemania, en la Región de Detmold (Ostwestfalen-Lippe) al noroeste del estado federal de Renania del Norte-Westfalia. La capital del distrito es Herford. 

## Localización
El distrito limita al norte con el distrito de Minden-Lübbecke, al este y sudeste con el distrito de Lippe, en la parte meridional con la ciudad de Bielefeld, al sudoeste con el distrito de Gütersloh y al oeste con el distrito de los Baja Sajonia Osnabrück.

## Composición del distrito
1. Bünde, ciudad (45.114)
2. Enger, ciudad (19.989)
3. Herford, ciudad (64.965)
4. Hiddenhausen, municipio (20.659)
5. Kirchlengern, municipio (16.533)
6. Löhne, ciudad (41.541)
7. Rödinghausen, municipio (10.181)
8. Spenge, ciudad (15.490)
9. Vlotho, ciudad (20.035)

## Estados hermanados

### Ciudades
- Renfrewshire, Escocia
- Šibenik, Croacia
- Voiron, Departamento Isère, Francia
- Condega, Nicaragua

### Distritos
- Bassano del Grappa, Italia
- Gorzow, Polonia
- Jelgava,
- Quincy, Illinois, EE. UU.

## Medios
Radio Herford es la radio local para el Distrito de Herford.